# Acheilostoma
Acheilostoma ist eine Gattung der Hakenwürmer mit drei Arten. Sie sind Parasiten bei den in Afrika vorkommenden Rohrratten.

## Merkmale
Die Mundöffnung hat keine Schneideplatten und ist nach vorn-oben gerichtet, wobei die Rückwartskrümmung des Vorderendes nur sehr gering ist. Um die Mundöffnung liegt ein kragenartiger Blätterkranz (Corona radiata). Die Mundkapsel ist annähernd rund und weist einen großen Dorsalkonus auf. Der Ösophagus ist sehr kurz und nimmt nur 5 % der Körperlänge ein. Die Vulva liegt in der Körpermitte. Die Spicula sind kürzer als 50 % der Körperlänge.

## Systematik
Acheilostoma wird von Hodda (2022) in die Tribus Bunostomini und zusammen mit Tetragomphius die Untertribus Acheilostominii eingeordnet. Die Tribus Bunostomini war von Arthur Looss 1911 zur Unterfamilie Bunostominae erhoben worden, nach der neueren Systematik sind sie wieder als Tribus in die Hakenwürmer (Ancylostomatinae) integriert. Zur Gattung gehören folgende Arten:
- Acheilostoma collaris Gogoi, 1985
- Acheilostoma moucheti Railliet, 1918
- Acheilostoma simpsoni Leiper, 1911